# Maksimilian Wołoszyn

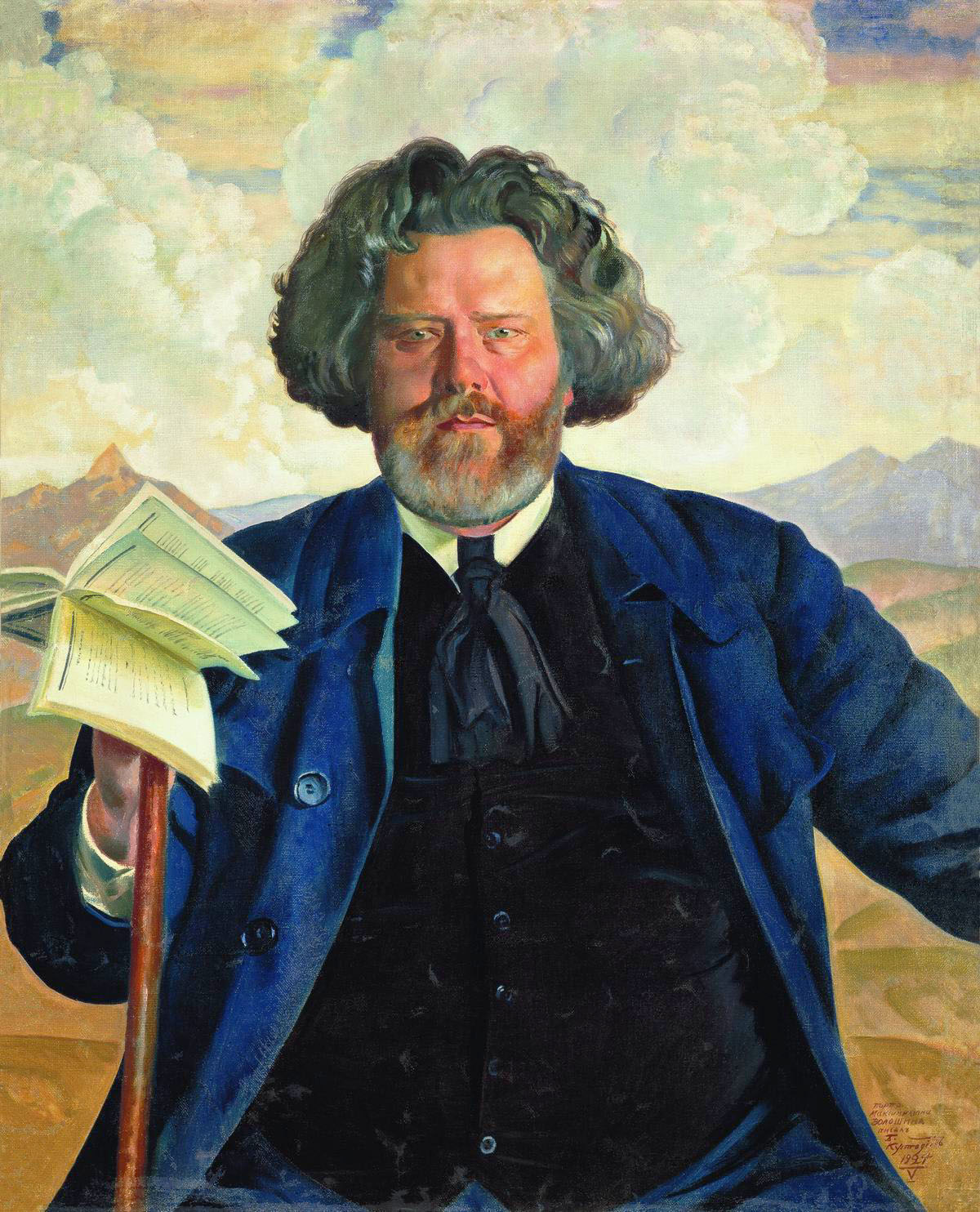
Maksimiliam Wołoszyn, portret autorstwa Borysa Kustodiewa, 1924

Maksimiliam Wołoszyn, ros. Максимилиaн Алексaндрович Волoшин, właśc. M. A. Kirijenko-Wołoszyn (ur. 14 maja?/26 maja 1878 w Kijowie, zm. 11 sierpnia 1932 w Koktebel) – rosyjski poeta, krytyk, tłumacz, malarz i historyk sztuki.

## Życie
Wcześnie stracił ojca. Do gimnazjum uczęszczał w Moskwie i Teodozji. Studiował prawo, ale został wykluczony z uniwersytetu za udział w demonstracjach studenckich. Kontynuował studia na Sorbonie. Wiele podróżował m.in. do Hiszpanii i Włoch. W 1914 jako zwolennik teozofii Rudolfa Steinera trafił do centrum steinerowskiej nauki w Dornach w Szwajcarii. W 1917 wrócił do Rosji i do końca swoich dni przebywał na Krymie, gdzie pędził życie emigranta wewnętrznego. Ze swego domu w Kokteblu uczynił dom pracy twórczej dla pisarzy i plastyków.
Publikował zarówno w czasopismach rosyjskich symbolistów, jak i akmeistów.

## Twórczość
Twórczość poetycka:
- Стихотворения. 1900-1910 (Wiersze. 1900-1910), 1910
- Anno mundi ardentis, 1915
- Иверни (Iverni), 1918
- Демоны глухонемые (Głuchonieme demony), 1919.
- Стихи (Wiersze), 1923
- Стихи о терроре (Wiersze o terrorze), 1923.

W 1981 ukazał się w PIW-owskiej serii „Biblioteka Poetów” tom Poezje w wyborze i opracowaniu Adama Pomorskiego. Utwory Wołoszyna tłumaczyli m.in. Leszek Engelking, Jerzy Litwiniuk, Andrzej Mandalian, Seweryn Pollak, Adam Pomorski, Eugenia Siemaszkiewicz i Robert Stiller.
W 2016 w Olsztynie ukazał się dwujęzyczny wybór poezji Wołoszyna Wiatr północno-wschodni w przekładzie i z posłowiem Krzysztofa Szatrawskiego.
Twórczość krytyczna:
- Лики творчества (Oblicza twórczości), 1914